# Oskarżam
Oskarżam (niem. Ich klage an) – niemiecki film propagandowy z 1941 w reżyserii Wolfganga Liebeneinera. Wyświetlanie obrazu zostało zakazane po wojnie przez siły alianckie.

## Fabuła
Bohaterką filmu jest kobieta cierpiąca na stwardnienie rozsiane, która prosi lekarza o to, aby pomógł jej umrzeć. Jednak, po namowach żony śmiertelną dawkę leków podaje jej mąż, co powoduje, że zostaje oskarżony o jej zabójstwo. Podczas procesu pojawiają się argumenty, że czasem przedłużanie życia jest sprzeczne z naturą. Film kończy się deklaracją męża, który oskarża ich o okrucieństwo poprzez zapobieganie takiemu rodzajowi śmierci.

## Elementy propagandowe
Nakręcenie filmu zlecił Joseph Goebbels po sugestii Karla Brandta, aby zdobyć większe poparcie społeczeństwa dla Akcji T4 i praktykowania eutanazji w III Rzeszy. Ofiary akcji były zabijane bez ich zgody i obecności ich rodzin.
SS raportowało, że kościoły w sposób jednolity negatywnie odnoszą się do filmu, katolicy wyrażali swój pogląd bardziej zdecydowanie niż inni, ale protestanci byli równie negatywnie nastawieni. Opinia w kręgach medycznych była raczej pozytywna, mimo że podnosił sprawę nieuleczalnie chorych pacjentów. Prawnicy byli zaniepokojeni umieszczeniem tego problemu na gruncie prawnym, z kolei ogół populacji odniósł się do filmu pozytywnie.

## Kontrowersje
W 2013 recenzenci filmowi zauważyli podobieństwa tej produkcji do zdobywcy Oscara w kategorii najlepszego filmu nieanglojęzycznego Miłość. W obu filmach żony mają podobne imię, prowadziły karierę muzyczną i mają poważną chorobę. Obie błagają swoich mężów o śmierć. W obu produkcjach mężowie ostatecznie zgadzają się aby pomóc swoim żonom. Pierwszy wyrok w sprawach wydało społeczeństwo nazywając sytuację „morderstwem”. Jednakże w obu filmach, widzowie są kierowani do wniosku, że pozwolenie tym kobietom na życie jest większym przestępstwem.